# Миролюбова, Татьяна Васильевна
Татья́на Васи́льевна Миролю́бова (род. 15 февраля 1964, Пермь) — российский экономист, доктор экономических наук (2009), декан экономического факультета (2014—2018), профессор, заведующая кафедрой мировой и региональной экономики, экономической теории Пермского университета.

## Биография
В 1986 году с отличием окончила экономический факультет Пермского университета, затем аспирантуру по специальности «Экономика, организация управления народным хозяйством и его отраслями». В 1992 году под руководством профессора Е. С. Сапиро защитила кандидатскую диссертацию «Совершенствование внешнеэкономической деятельности предприятий в условиях рыночной экономики».
С 2008 года заведует кафедрой мировой и региональной экономики (до 2009 — кафедра политэкономии).
В 2009 году защитила диссертацию «Государственное управление развитием экономики региона: кластерный подход» на соискание степени доктора экономических наук. В 2011 году Т. В. Миролюбовой присвоено звание «Почётный работник высшего профессионального образования Российской Федерации».
С января 2013 года — заведующая кафедрой мировой экономики и экономической теории (созданной путём слияния двух кафедр: мировой и региональной экономики и экономической теории и отраслевых рынков); в январе 2014 года переименована в кафедру мировой и региональной экономики, экономической теории ПГНИУ.
С 2014 по 2018 год — декан экономического факультета ПГНИУ. В 2015 году присвоено учёное звание профессора.
18 сентября 2016 года избрана депутатом Законодательного собрания Пермского края от партии «Единая Россия»; председатель комитета по промышленности, экономической политике и налогам. С 2018 года работает там на постоянной основе. По совместительству продолжает заведовать кафедрой мировой и региональной экономики, экономической теории ПГНИУ.
Заместитель председателя общественного Совета при Министерстве экономического развития Пермского края. Член общественного Совета при Управлении Федеральной налоговой службы России по Пермскому краю.
Муж — экономист Юрий Юрьевич Миролюбов (1947—2013).

## Научная деятельность
Т. В. Миролюбова принимала участие в качестве эксперта, руководителя и ответственного исполнителя в более чем 15 научных темах. Среди научных тем, выполненных при её непосредственном участии, выделяются: «Региональные особенности формирования сценариев экономического развития» (2007); «Формирование модели социально-экономического развития региона» (2008); «Региональзные экономические кластеры в системе стратегического планирования» (2010); «Идентификация региональных кластеров» (2011); «Инновационная экономика и культурная политика» (2011); «Стратегическое планирование в регионе — механизм реализации» (2012); «Формирование методики интегральной оценки инновационного развития национального исследовательского университета» (2012); «Проблемы создания организованных региональных кластеров» (2013); «Пространственная дифференциация и рыночный потенциал регионов» (2014); «Разработка методического обеспечения поиска, оценки и прогнозирования изменений потребностей в информационных ресурсах в отраслях экономики» (2015).
В Пермском университете Т. В. Миролюбова является руководителем научных направлений «Теория, методология и практика развития региональной экономики», «Принципы и механизмы государственного управления экономикой на региональном уровне с учетом кластерного подхода».
Организатор ряда конференций, проводимых совместно с Министерством промышленности, предпринимательства и торговли Пермского края, Министерством информационного развития и связи Пермского края. Руководит работой ежемесячного научного семинара «Теория и практика развития региональной экономики», ежегодной вузовской студенческой конференцией «Экологическая политика: проблемы и перспективы». Участвует в законопроектной, экспертно-аналитической работе в интересах органов государственной власти Пермского края.
Под руководством Т. В. Миролюбовой выполнены и защищены 4 кандидатских диссертации. Заместитель председателя объединённого диссертационного совета по научной специальности 08.00.05 «Экономика и управление народным хозяйством».
По результатам исследований издан ряд монографий: «Теоретические и методологические аспекты государственного регулирования экономики в субъекте федерации» (2008), «Управление региональной экономикой: теоретический и прикладной подход» (2011), «Экономическое содержание и механизм управления развитием кластеров в региональной экономике» (2012), «Закономерности и факторы формирования и развития региональных кластеров» (2013).
Под руководством Т. В. Миролюбовой успешно реализуются многолетние проекты (с 2000 года) сотрудничества с одним из ведущих вузов Великобритании — Городской университет Манчестера.

## Основные работы
Автор 125 публикаций, из них 15 учебных изданий и 110 научных трудов, используемых в образовательном процессе. Среди них:
Учебные издания
- Миролюбова Т. В. Региональная экономика // Учебное пособие для бакалавров направлений «Менеджмент», «Экономика» и специальности «Экономическая безопасность», Изд-во ПГНИУ, 2014 // 9,3 п.л.
- Миролюбова Т. В. Государственное управление региональной экономикой: практикум. Перм. гос. нац. исслед. ун-т. Пермь, 2014 // 1,05 п.л.
- Миролюбова Т. В. Региональная экономика: практикум. Перм. гос. нац. исслед. ун-т. Пермь, 2014. // 1,05 п.л.
- Миролюбова Т. В. Региональная экономика: учебная программа / сост. Т. В. Миролюбова; Перм. гос. нац. исслед. ун-т. Пермь, 2014 // 0,93 п.л.

Научные публикации
- Миролюбова Т. В. Фискальные инструменты государственного управления экономикой // Экономическое возрождение России. № 2. 2011 // 0,5 п.л.
- Миролюбова Т. В. Стратегическое планирование в регионе: механизм реализации // Проблемы теории и практики управления. Москва. 2012. № 3 // 0,6 п.л.
- Миролюбова Т. В. Исследование региональных кластеров: вопросы методологии и практики // Экономическое возрождение России. № 2 (36). 2013 // 0,5 п.л.
- Миролюбова Т. В. Практические аспекты научного исследования региональных кластеров // Экономическое возрождение России. № 3 (37). 2013 // 0,25 п.л.
- Миролюбова Т. В. Региональные инновационные кластеры, теоретические подходы и зарубежный опыт // Экономическое возрождение России. № 4. 2013 (38) // 0,25 п.л.
- Карлина Т. В., Ковалева Т. Ю., Миролюбова Т. В. Закономерности и факторы формирования и развития региональных кластеров // Пермь, Изд-во Пермский государственный университет, 2013 // 16,28 п.л./6,5 п.л.